# Wanderley de Jesus Sousa
Wanderley de Jesus Sousa (Anápolis, Brasil, 2 de agosto de 1986) es un futbolista brasileño. Juega como mediocampista y su actual equipo es el Santa Cruz de la Campeonato Brasileño de Serie A.

## Clubes
| Club                 | País            | Año             |
| -------------------- | --------------- | --------------- |
| Internacional        | Brasil          | 2008            |
| Náutico              | Brasil          | 2008 - 2009     |
| Internacional        | Brasil          | 2010            |
| Náutico              | Brasil          | 2011            |
| Paranaense           | Brasil          | 2012            |
| Náutico              | Brasil          | 2013            |
| Emirates Club        | Emiratos Árabes | 2014            |
| Paranaense           | Brasil          | 2014            |
| Club León            | México          | 2014            |
| Mineros de Zacatecas | México          | 2015            |
| F.C. Juárez          | México          | 2015 - 2016     |
| Veracruz             | México          | 2016            |
| Santa Cruz           | Brasil          | 2016 - Presente |

## Palmarés

### Campeonatos nacionales
| Título               | Club               | País   | Año  |
| -------------------- | ------------------ | ------ | ---- |
| Torneo Apertura 2015 | Fútbol Club Juárez | México | 2015 |

### Copas internacionales
| Título            | Equipo        | Sede   | Año  |
| ----------------- | ------------- | ------ | ---- |
| Copa Libertadores | Internacional | Brasil | 2010 |